# Strathblane
Strathblane är en ort i Storbritannien.   Den ligger i kommunen Stirling och riksdelen Skottland, i den nordvästra delen av landet, 600 km nordväst om huvudstaden London. Strathblane ligger 78 meter över havet och antalet invånare är 1 803.
Terrängen runt Strathblane är huvudsakligen kuperad, men söderut är den platt. Runt Strathblane är det tätbefolkat, med 397 invånare per kvadratkilometer. Närmaste större samhälle är Glasgow, 13,8 km söder om Strathblane. Trakten runt Strathblane består i huvudsak av gräsmarker.